# Valentin Bontus
Valentin Bontus (1 de fevereiro de 2001) é um velejador austríaco.

## Carreira
Bontus nasceu em 1 de fevereiro de 2001 em Perchtoldsdorf, Áustria. Ele foi apresentado ao kitesurf aos seis anos, competindo em eventos de estilo livre e big air. Ele também jogou futebol quando jovem, sendo membro do clube UNION Soccerclub Perchtoldsdorf até o nível sub-15. Em 2020, ele sofreu dois ligamentos rompidos no joelho, o que o levou a mudar para as corridas, pois os pousos ao fazer manobras em estilo livre e big air machucavam seus joelhos.
Bontus, um membro do Yacht Club Podersdorf, começou a mudança para as corridas em 2021: "Liguei para a Federação Austríaca no verão de 2021 e disse que estava interessado em almejar as Olimpíadas. No meu primeiro evento, eu não tinha ideia de nada a ver com corridas. Eu nem sabia como apertar 'start' no meu relógio, e quanto às laylines, o que eram elas! Na verdade, pesquisei 'laylines' no Google para descobrir do que o treinador estava falando."
Inicialmente competindo com o pacote de foil Levitaz, Bontus mudou para Chubanga e seu desempenho melhorou. Ele começou a ser treinado por Luca Bursic em 2022 e em 2023, ele ficou em quarto lugar no Campeonato Mundial, se classificando assim para o evento inaugural masculino de Fórmula Kite nas Olimpíadas de Verão de 2024. No Campeonato Europeu em março de 2024, ele ficou em quarto lugar. Ele ganhou a medalha de bronze no Campeonato Mundial em maio de 2024, tornando-se o primeiro medalhista da Áustria na competição desde 2018. Nas Olimpíadas, Bontus venceu a corrida de abertura, a primeira na história olímpica, e mais tarde venceu as finais com três vitórias consecutivas para ganhar a medalha de ouro.